# Bill Lobley
William "Bill" Lobley, noto anche con lo pseudonimo di Seamus Dodd o Colin A. Favor (Bronxville, 11 novembre 1960), è un attore, doppiatore e cabarettista statunitense, conosciuto principalmente per i suoi ruoli nell'animazione, nelle pubblicità e come voce vuori campo per film, radio e televisione.

## Biografia
Bill Lobley è nato a Bronxville, New York, e ha conseguito un Bachelor of Fine Arts in performance teatrale alla Fordham University, specializzandosi in improvvisazione, per poi iniziare, nei primi anni '90 a fare da voce narrante in diversi spot pubblicitari per il produttore di margarina Parkay, il fast food Popeyes Louisiana Kitchen, la GEICO, Mercedes-Benz e Animal Planet, oltre ad essere stato una delle voci della mascotte di McDonaldland Hamburglar, divenendo successivamente noto al grande pubblico per il ruolo del tenente Jodene Sparks nella serie Adult Swim Sealab 2021.
Dal 2006, Lobely si dedica principalmente al doppiaggio di videogiochi e prodotti animati, nonché per diversi audiolibri, tra cui l'autobiografia di Micky Ward e la collana di Geronimo Stilton.
Lobely ha inoltre fondato il sito web Newsmeals.com, dove cucina discutendo le ultime notizie con sketch comici, oltre ad aver collaborato a una campagna di beneficenza per Funny or Die assieme a Jennifer Hudson.

## Vita privata
Lobley vive in New Jersey con la moglie Pamela Woodruff, i due figli e un cane.

## Filmografia

### Attore

#### Cinema
- You Are Here, regia di Tom Rooney (1997)
- Billy & Bobby: The Hollywood, regia di Park Borchert - cortometraggio (1998)
- La dolce ossessione di Debbie (Devil in the Flesh 2), regia di Marcus Spiegel (2000)
- Arac Attack - Mostri a otto zampe (Eight Legged Freaks) - film (2002)
- The Unfortunate Death of Major Andre, regia di Sean Dermond - cortometraggio (2013)
- Treat, regia di Jaki Bradley (2021)

#### Televisione
- NYPD - New York Police Department (NYPD Blue) - serie TV, episodio 9x03 (2001)
- Ed - serie TV, episodio 3x12 (2003)
- Hey Joel - serie TV, episodio 1x01 (2003)

#### Web
- Past My Bedtime - podcast, episodio 1x01 (2022)
- Evergreen - podcast, 2 episodi (2023)
- Yes We Cannabis - podcast, 2 episodi (2023)

### Doppiatore

#### Cinema
- L'era glaciale 4 - Continenti alla deriva (Ice Age: Continental Drift) - film d'animazione (2012)
- Top Cat - Il film (Don gato y su pandilla) - film d'animazione (2013)
- Goool! (Metegol) - film d'animazione (2013)
- Phantom Boy - film d'animazione (2015)
- Top Cat e i gatti combinaguai (Don Gato: El Inicio de la Pandilla) - film d'animazione (2015)
- The Guardian Brothers (小门神, Xiǎo ménshén) - film d'animazione (2015)
- Fireworks - Vanno visti di lato o dal basso? (打ち上げ花火、下から見るか? 横から見るか?, Uchiage Hanabi, Shita kara Miru ka? Yoko kara Miru ka?) - film d'animazione (2017)
- Mutafukaz (ムタフカズ －MUTAFUKAZ－, Mutafukazu) - film d'animazione (2017)
- Mazinga Z Infinity (劇場版 マジンガーZ ／ INFINITY?, Gekijōban Majingā Zetto / Infinitī) - film d'animazione (2017)
- Entergalactic - film d'animazione (2021)
- Ernest e Celestine - L'avventura delle 7 note (Ernest et Célestine: Le voyage en Charabie) - film d'animazione (2023)
- Il fantasma di Canterville (The Canterville Ghost) - film d'animazione (2023)

#### Televisione
- Un cane di classe (Teacher's Pet) - serie animata, episodio 1x06 (2000)
- Sealab 2021 - serie animata, 41 episodi (2000-2005)
- Celebrity Deathmatch - serie animata, 2 episodi (2001)
- Mighty Bug 5 - serie animata, 4 episodi (2003-2006)
- Benvenuti al Wayne (Welcome to the Wayne) - serie animata, episodio 1x01 (2014)
- Lastman - serie animata, 6 episodi (2015)
- Butterbean's Café - serie animata, 7 episodi (2018-2020)
- Arcane - serie animata, 5 episodi (2021-2024)
- OH My God, Yes! A Series of Extremely Relatable Circumstances - serie animata, episodio 1x01 (2023)

#### Videogiochi
- The Space Bar (1997)
- Grand Theft Auto: Vice City Stories (2006)
- Neverwinter Nights 2 (2006)
- Grand Theft Auto IV (2008)
- Alone in the Dark (2008)
- Order Up! (2008)
- World of Zoo (2009)
- Grand Theft Auto IV: The Ballad of Gay Tony (2009)
- Grand Theft Auto IV: The Lost and Damned (2009)
- BioShock 2 (2010)
- Alan Wake (2010)
- Mafia II (2010)
- L.A. Noire (2011)
- Star Wars: The Old Republic (2011)
- The Darkness II (2012)
- BioShock Infinite (2013)
- The Bureau: XCOM Declassified (2013)
- Grand Theft Auto V (2013)
- BioShock Infinite: Burial at Sea (2014)
- Just Cause 3 (2015)
- Red Dead Redemption II (2018)
- Earth Defense Force: Iron Rain (2019)
- Fallout 76 (2020)

## Doppiatori italiani
Da doppiatore è sostituito da:
- Gianni Quillico in Bioshock 2
- Francesco Orlando in The Darkness II
- Marco Balbi in BioShock: Infinite (Jeremiah Fink)
- Riccardo Peroni in BioShock: Infinite (Lonnie)
- Marco Balzarotti in Just Cause 3
- Raffaele Palmieri in Arcane